# Benjamin Milam
Benjamin Milam (conocido como Benny Milam; 16 de septiembre de 1998) es un deportista estadounidenses que compite en snowboard. Consiguió una medalla de bronce en los X Games de Invierno Aspen 2025, en la prueba de calle.

## Medallero internacional
| \| X Games de Invierno \| X Games de Invierno \| X Games de Invierno \| X Games de Invierno \| \| Año \| Lugar \| Medalla \| Prueba \| \| ------------------- \| ---------------------- \| ------------------- \| ------------------- \| \| 2025 \| Aspen (Estados Unidos) \| Medalla de bronce \| Calle \| |                        |                   |        |
| X Games de Invierno |                        |                   |        |
| Año | Lugar                  | Medalla           | Prueba |
| 2025 | Aspen (Estados Unidos) | Medalla de bronce | Calle  |